# Rink hockey Gleizé en Beaujolais
Actualités
Le RH Gleizé en Beaujolais est un club de rink hockey de la ville de Gleizé, dans le département du Rhône, fort pour la saison 2007/2008 de 118 licenciés.
Créée en 1987, l'équipe fanion du club jongle entre la seconde et la troisième nationale jusqu’à la saison 2011, où elle parvient à monter en nationale 1, grâce à une place de finaliste au championnat de France de Nationale 2.
L'équipe se classait, à la mi-saison, dernière de Nationale 1. Il faut souligner que l'équipe est principalement composée de très jeunes joueurs (quatre joueurs sur 11 ont dernièrement évolué dans une équipe de France juniors) qui sont montés de Nationale 3 à Nationale 1 en quatre saisons.

## Administration
La présidence du club est assurée de 1987 à 1996 par Jean-Pierre Perraud, par Mathieu Guy de 1996 à 2002. Depuis 2001, le président est Sébastien Perez.

## Identité visuelle
Le club joue avec des maillots de couleur bleue.

## Parcours
Lors de sa saison 2012-2013 en Nationale 1, le club est en position de relégable. En 2013-2014, l'équipe n'obtient pas de bons résultats en championnat. Mais lors de la saison 2016-2017, le club termine à la seconde place du championnat de Nationale 2, avec sans ses rangs Arthur Pelletier second meilleur buteur de la saison avec trente réalisations.
En 2020 l'équipe première du club joue en seconde division. Selon ses adversaires, l'équipe souhaite obtenir son maintien en seconde division, sans ambitionner l'accès à la première division.